# 6311 Порубчан
6311 Порубчан (6311 Porubčan) — астероїд головного поясу, відкритий 15 вересня 1990 року.
Тіссеранів параметр щодо Юпітера — 3,560.